# Charles Edmond Kayser
Pour les articles homonymes, voir Kayser.
Edmond Charles Kayser dit aussi Edmond Kayser, né le 27 mars 1882 dans le 10e arrondissement de Paris,, ville où il est mort le 9 juin 1965 en son domicile dans le 6e arrondissement, est un aquarelliste, graveur, aquafortiste et lithographe français.

## Biographie
Élève d'Eugène Carrière (1849-1906), Edmond Kayser débute au Salon des indépendants en 1907, et, expose ensuite aux Salons d'automne, des peintres-graveurs français, des Tuileries, et à celui de la Société des peintres-graveurs français.
Il est professeur à l'Académie scandinave.
Il était l'ami de Léopold Lévy et Henri Vergé-Sarrat.
Il se forme seul à la gravure, commençant en 1908 et est remarqué par Roger Marx. Il a exposé plusieurs fois à la galerie Barbazanges.